# Lucius Vitellius

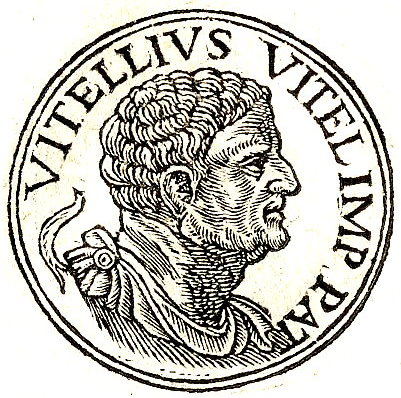
Lucius Vitellius

Lucius Vitellius (Kr. e. 5 körül – Kr. u. 51 után) ókori római politikus, syriai helytartó, háromszoros consul és censor, a 69-ben császári trónt szerzett Aulus Vitellius apja volt. Tiberius, Caligula és Claudius alatt részint helytartóként elért diplomáciai sikerei, részint töretlen, gátlástalan szolgalelkűségbe hajló hűsége következtében mindvégig a legfelsőbb uralkodói kegyeket élvezte.

## Származása, korai pályája
Atyja, Publius Vitellius nuceriai származású lovag volt, aki Augustus idején procuratori rangig vitte. Publius négy, senatori rendbe került fia közül Lucius vitte a legtöbbre: Aulus 32-ben, consulként halt meg, Quintust botrányos életvitele és vagyona elpazarlása miatt zárták ki a senatusból, a Germanicus mellett katonatisztként szerepelt, praetorságig jutó ifjabb Publiust pedig Seianus híveként annak 31-es megbuktatása után kergették halálba. Luciusról feljegyezték, hogy jó viszonyban volt a császári családhoz tartozó Antoniával – Marcus Antonius lányával, Augustus unokahúgával, egyben Tiberius sógornőjével –, aminek bizonyára nagy szerepe volt karrierjének felfelé ívelésében.
Pályájának korai szakaszait nem ismerjük, születési dátumára is csak következtetni tudunk. Tiberius székhelyén, Caprin villát vásárolt magának, és Aulus fia is itt, a császári kéjlak közelében nevelkedett – rebesgették, hogy a hírhedten pedofil uralkodó ezzel összefüggésben is támogatta a karrierjét. Lucius Vitellius 34-ben consuli rangot viselt, aztán 35-ben kinevezték Syria provincia legatusi rangú helytartójává.

## A keleti határon
Helytartóként sikeresen erősítette a római befolyást a térségben a Pártus Birodalom rovására. Armenia királysága mindig is vita tárgyát képezte a két birodalom között, és nem sokkal Lucius kinevezése előtt II. Artabanosz parthus király a fiát, Arszakészt tette Armenia trónjára. Vitellius a kaukázusi Ibéria és a közép-ázsiai nomádok részvételével háborút robbantott ki Armenia ellen, és amikor Artabanosz felvonult Arszakész megsegítésére, a római helytartó is mozgósította négy legióját. A parthus király visszakozott, mire engedetlen arisztokratái átálltak Vitellius oldalára, aki 36 tavaszán az addig Rómában túszként időző Tiridatész személyében trónkövetelőt léptetett fel ellene. Egy kilikiai törzsi lázadás miatt azonban az Eufrátesz túlpartjáról Vitellius kénytelen volt visszatérni tartományába, miközben Tiridatész a neki hűséget esküvő parthus nemesek élén bevonult a Tigrisen épült kettős fővárosba, Szeleukeia-Ktésziphónba. Míg Vitellius a két erődbe visszaszorított kilikiai lázadókat a vízhiányra építve megadásra kényszerítette, a III. Tiridatészként megkoronázott trónkövetelő kénytelen volt visszatérni hozzá Artabanosz túlereje elől.
Ugyanebben az évben Iudaea procuratora, a tíz éve hatalmon levő Pontius Pilatus mészárlást hajtatott végre egy álprófétának a szamariai Gerizim-hegyen gyülekező, felfegyverzett hívei között. A vérengzés miatt a helyiek bepanaszolták Vitelliusnak, aki Jeruzsálembe vonult, a helytartót pedig leváltotta és Rómába küldte. A zsidó főpapot, Kajafást is leváltotta, és a sógorát, Jonatánt nevezte ki utódjául. 37-ben ismét júdeai ügyekkel kellett foglalkoznia: a Petrában székelő nabateus Arethas király megtámadta a galileai zsidó király, Heródes Antipász birtokait. Vitellius két legióval vonult fel, majd részt vett Jeruzsálemben a sátoros ünnepen; ezúttal Jonatánt váltotta le, hogy fivérét, Theophiloszt tegye a helyére. Hadjáratát azonban félbe kellett hagynia, mivel értesült Tiberius haláláról, az új császár, Caligula jóváhagyása nélkül pedig nem hadakozhatott.
Helytartói karrierjének csúcsára valószínűleg 38-ban jutott el, amikor egy Artabanosszal tartott megbeszélésén elérte, hogy a pártus uralkodó meghódoljon a császári jelvények előtt, elismerje Róma főségét és elfogadja, hogy Armenia is a rivális birodalom vazallusa legyen. E dicsőséges tette után visszahívták a fővárosba.

## Caligula és Claudius híve
Keleti megbízatásáról hazatérve új fügefajtákat hozott Itáliába. 39-ben már Rómában volt, és amikor Caligula bejelentette saját megistenülését, a híradások szerint elsőként borult le előtte, imádva a megalomán uralkodót. Szolgalelkűsége révén elkerülte a császár sokakat sújtó haragját, de Caligula 41-es meggyilkolása után is a császári kegyekben maradt. Hogy részt vett-e a császár meggyilkolásában, azt nem tudjuk, mindenesetre a trónra kerülő Claudius – Vitellius hajdani támogatójának, Antoniának a fia – 43-ban és 47-ben is consultársává választotta, és a kegyeket tovább fokozva a háromszorosan is consulviselt politikust tette meg társává censori hivatalában 47-48-ban. Fiai, Lucius és Aulus 48-ban viselhettek consuli hivatalt. Messalinánál, a császár feleségénél is kegyben állt, 47-ben Decimus Valerius Asiaticus megöletésében állítólag ők ketten játszottak főszerepet.
A császár iránt érzett lojalitása mindvégig töretlen maradt, így parázna felesége meggyilkolása után nagy szerepe volt annak lehetővé tételében, hogy a császár a törvényeket áthágva feleségül vehesse saját unokahúgát, Caligula testvérét, Agrippinát. Az érdemeit nem felejtő új császárnő 51-ben száműzette férjével a Vitelliust hazaárulással vádoló Junius Lupus senatort. Vitellius feltehetően rövidesen bekövetkező halálának időpontja nem ismeretes, oka gutaütés volt. Érdemeire való tekintettel állami temetésben részesült és szobrot kapott a Forum Romanum szónoki emelvényénél, amin nem lankadó hűségét is megörökítették. Tacitus Annalesében mélyen elítéli Caligulának félelemből és Claudiusnak barátságból mutatott szolgalelkűsége miatt, de helytartói érdemeiről elismerően szól.
Sextilia nevű feleségétől két gyermekét ismerjük. Aulus nevű fia 69-ben, a a négy császár évében maga is megszerezte a trónt, rövid uralkodása alatt fivére, Lucius is segítette. Végül Vespasianus hívei mindkettőjükkel végeztek.